# الكونت الكوديت
مارتين ألونزو فيرنونديز دي كوردوبا مونتيمايور وفيلاسكو (بالإسبانية: Martín Alonso Fernández de Córdoba Montemayor y Velasco) تذكره المصادر العربية الكونت الكوديت. ولد في 1498 وتوفي في 26 أوت 1558 بمنطقة مزغران في الجزائر حاليا. هو من عائلة اسبانية نبيلة وأول كونت لمنطقة ألكاوديتي ومنها اكتسب شهرة اسمه.

## أصوله
يأتي دون مارتن من واحدة من أكبر العائلات في الأندلس، فرنانديز دي كوردوبا أي قرطبة، وعلى هذا النحو لديه علاقة وثيقة مع البيت الملكي لتلمسان (الزيانيين). وهو أيضا قريب من «غران كابتان» «القبطان الكبير» الشهير، غونزالو فرنانديز دي قرطبة (1585-1635). وهو أيضا صهر وابن زوج أسلافه في حكومة وهران، الماركيز دي كوماريس، الذين هم أعضاء في عائلة فرنانديز دي قرطبة.

## مسيرته كحاكم
حصل على لقب أول كونت ألكاوديتي من قبل الملك شارلكان في 1529 ، ولقب فارس من فرسان سانتياغو في 1534.
كان نائب الملك في نافارا بين 1527 و 1534. في 1534 عين حاكمًا («القائد العام») في مدينة وهران التي كانت تابعة لإسبانيا أنذاك.
في عام 1535 م، هاجم مدينة تلمسان، عاصمة مملكة تلمسان، التي كان يسيطر عليها العثمانيون آنذاك، مع 600 رجل، بالتعاون مع زعيم قبيلة بنو عامر، عبد الرحمن بن رضوان. كان المشروع يحدف لتنحية السلطان محمد ليحل محله شقيق ابن رضوان الأصغر، عبد الله. لكن اعترضتهم مقاومة شديدة، وحوصرت القوات الاسبانية في قلعة تيبادا، اجهزوا عليهم، باستثناء 70 سجينا.
كما قاد العديد من الحملات الاسبانية ضد مستغانم التي وقعت بين 1543 و 1547. فشلت لأنه تم صد القوات الإسبانية من قبل القوات التركية والقبلية. قاد الكاووديتي بشكل خاص معركة مستغانم في 1558 ، اين قتل فيها.
الكونت ألكاوديت لديه ابن، يدعى مارتن دي كوردوفا وفيلاسكو، وهو حاكم وهران في المستقبل، والذي تم القبض عليه أيضا خلال معركة مستغانم، وسجنه كرقيق مسيحي في الجزائر العاصمة تحت حكم بيليربي حسن باشا بن خير الدين بربروس، حتى تم مبادلته مقابل فدية من 23000 سكودو إسباني.